# رتینوپاتی
 هرویان‌رنجوری' یا  رتینوپاتی (retinopathy) به اختلالاتی که موجب آسیب به شبکیه (رتین) چشم می‌شود گویند. شبکیه محل تشکیل تصویر چشم و انتقال داده‌ها به مغز می‌باشد لذا رتینوپاتی‌ها بسته به شدت می‌توانند موجب تاری دید تا کوری شوند. رتینوپاتی‌های معروف عبارتند از : شبکیه‌رنجوری دیابتی ، شبکیه‌رنجوری ناشی از فشارخون بالا و شبکیه‌رنجوری نوزادان زودرس.
ممکن است به جز شبکیه‌رنجوری ادم و تغییر شکل عروق انتهای چشم را نیز داشته باشیم. معمولاً شبکیه‌رنجوری تظاهر چشمی یک بیماری عمومی مانند دیابت و هایپرتانسیون است. درمان بیماری براساس درمان بیماری سیستمیک و جلوگیری از ایجاد عروق جدید است.